# 潦河
潦河，是中国长江流域的一条河流，汇入修水下游右岸，属于修水水系。河长148千米，流域面积4333平方千米，多年平均流量120立方米每秒。自然落差875米。水能理论蕴藏量3万千瓦。